# 大瀬崎
- 北緯35度1分46.1秒 東経138度47分17.3秒 / 北緯35.029472度 東経138.788139度
- 大瀬崎 - 地理院地図
- 大瀬崎 - Google マップ

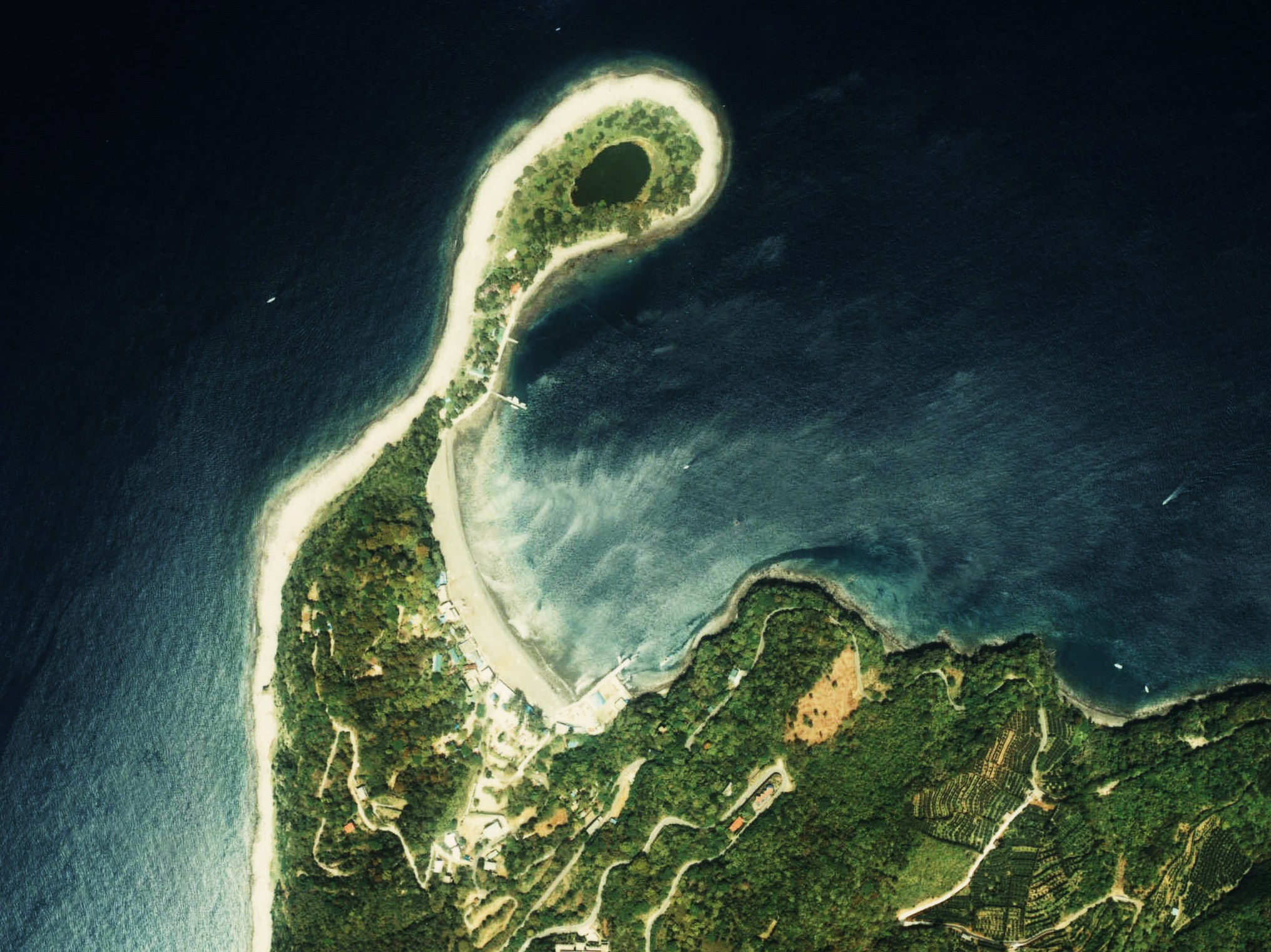
大瀬崎の空中写真（1983年撮影）

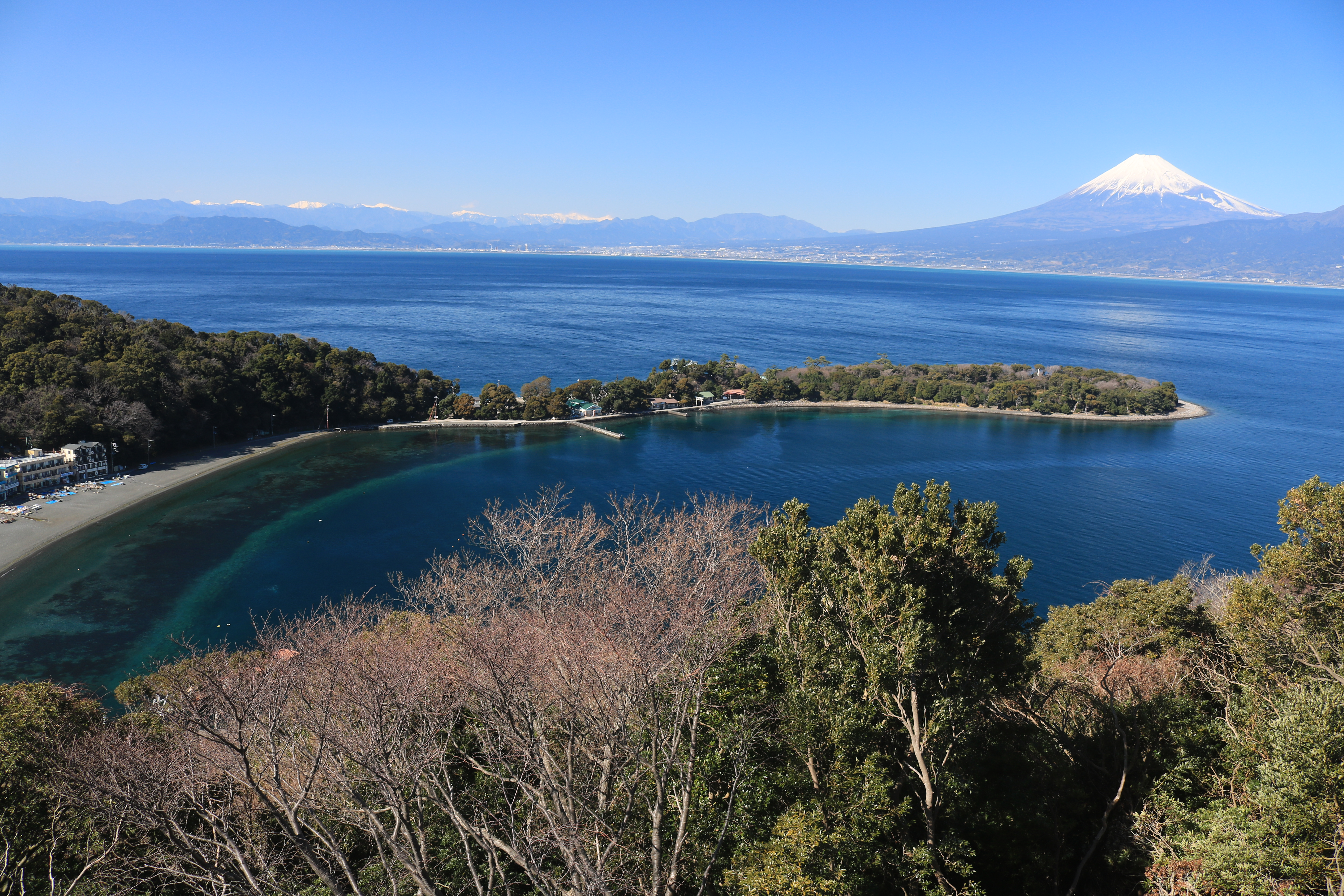
大瀬崎と駿河湾越しの富士山

大瀬崎（おせざき）は、静岡県沼津市西浦江梨にある伊豆半島の北西端から北へ駿河湾に突き出した岬。琵琶島（びわしま）と呼ばれることがある。

## 概要
伝承によると、684年（白鳳13年）に発生した白鳳地震に伴って海底が突然「三百丈余」も隆起し、琵琶島（びわしま）として出現したのが始まりとされる。その後の砂洲の形成により陸繋島となり現在の姿となった。半島としての長さは1キロメートル弱、最も狭い部分の幅は100メートル足らずである。岬の東側は遠浅の砂浜を持つ湾を成しており、海流や波が少ない。一方西側は大きな石が堆積した海岸となっている。湾内の砂浜は1974年の七夕豪雨により失われたが、1977年から1982年に行われた養浜事業によって現在では砂利浜として整備されている。
先端から300メートルほどの、標高10メートル余りの峰の上には引手力命神社（ひきてちからのみことじんじゃ、大瀬神社または大瀬明神と呼ばれることが多い）があり、崎のこれより先の部分は神社の境内地とされている。ここにはビャクシンの樹林と、これに囲まれた神池と呼ばれる、最長部の直径が100メートルほどの淡水池がある。半島の先端には伊豆大瀬埼灯台が建てられている。

## 歴史
古くから引手力命神社が祀られてはいたものの大瀬崎一帯は長らく無住地で、周辺住民も漁業や温州みかんの栽培、薪炭生産などで生計を立てていた。伝承では、鎌倉時代末期頃、北条高時に味方して護良親王と戦った鈴木繁伴が鎌倉幕府が倒れた際にこの地に潜伏したとされ、以降この地一帯を支配する江梨鈴木氏として続いた。
戦前には海軍音響研究部大瀬崎実験所が設置されていた。1950年頃になると海水浴客が増加し、1953年に県道が大瀬崎まで延長され路線バスも運行されるようになったために、地元民により海の家や民宿が経営されるようになった。観光事業が本格化したのは東海道新幹線三島駅の開業や東名高速道路、西伊豆スカイラインの開通が相次いだ1970年頃からで、1980年頃にはダイバーが訪れるようになった。
前述の養浜事業により遠浅となり海水の透明度が増したため、1982年頃からは急速にダイバー数が増加した。1983年には大瀬崎で最初のダイビングサービスが開業したが、増加するダイバーと地元漁協の衝突も多くなった。このため一般ダイバーやダイビングサービス関係者、潜水団体関係者からなる「大瀬崎潜水利用社会（現在の大瀬崎潜水協会）」が設立され、地元漁協との協議と調整の結果、1985年に正式に大瀬崎にダイビングスポットが開設された。。
その後はスクーバダイビングの人気と共に日本を代表するダイビングスポットとなったが、1993年に漁協がダイバーに対して徴収している「潜水料」の是非を巡って一部のダイバーが漁協に対し訴訟を起こす「大瀬崎ダイビングスポット裁判」が起こった。現行漁業法における共同漁業権に、元来的な入会権の側面が認められるかという争点を孕んだこの裁判は注目を浴び、1995年の静岡地裁の一審で原告側が棄却、東京高裁での二審で「潜水料徴収に法的根拠なし」として原告側が勝訴、さらに2000年4月に最高裁判所により「審議不尽」であるとして高裁差し戻しとなるなど判決も二転三転したが、2000年11月の東京高裁の判決で原告の訴えが棄却された。この判決により全国のダイビングスポットにおける潜水料の徴収に正当性が与えられることとなったが、その根拠は潜水券の購入に際する一定の合意の有無であり、争点とされた入会権に関しては結論が出されることはなかった。
なお、1969年には、友人らとバイクで海水浴に来た東京都江戸川区の高校2年生が、夜中にトイレに行くと言って、バンガローから外へ出たまま戻らない失踪事件が起きており、特定失踪者問題調査会や警察は北朝鮮に拉致された疑いを否定できない失踪者（特定失踪者）として情報を求めている。

## 文化財など
ビャクシンの樹林は巨木が生い茂り、昭和7年（1932年）に「大瀬崎のビャクシン樹林」として国から天然記念物に指定されている。引手力命神社（大瀬神社）は延喜式神名帳に記載があるとも言われ海の安全の神として名高く、多くの文化財や風習が今に伝わっている。神池は、半島または岬の先端にもかかわらず淡水池であり、伊豆七不思議の一つとされる。

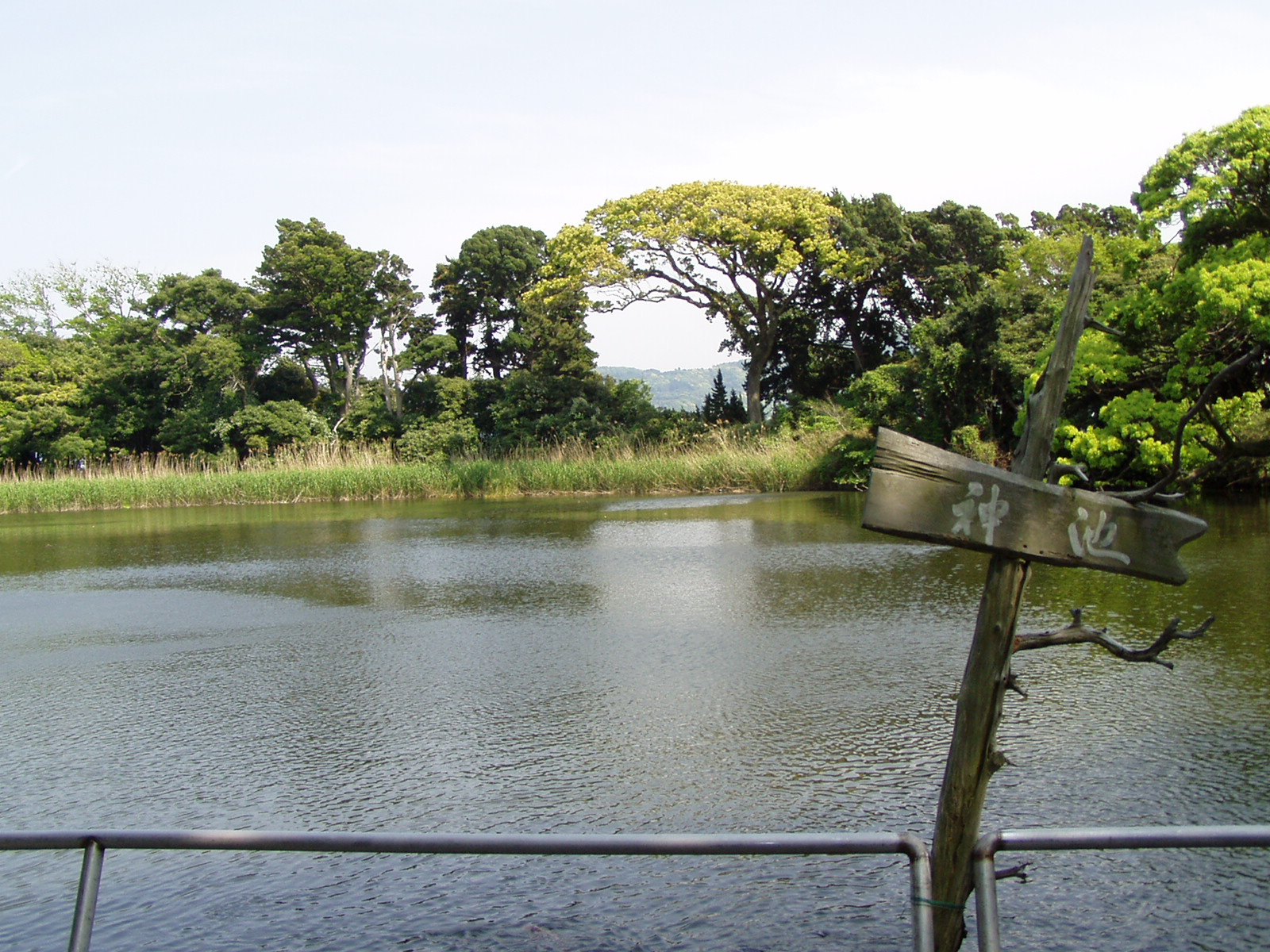
神池を取り囲む樹林 ビャクシンは林の中に点在しているが、生育には強い日照を必要とするため、新しい若木が育ちにくい。1981年・1982年に沼津市は国と県よりの補助を受け約60本の植林を行っている。
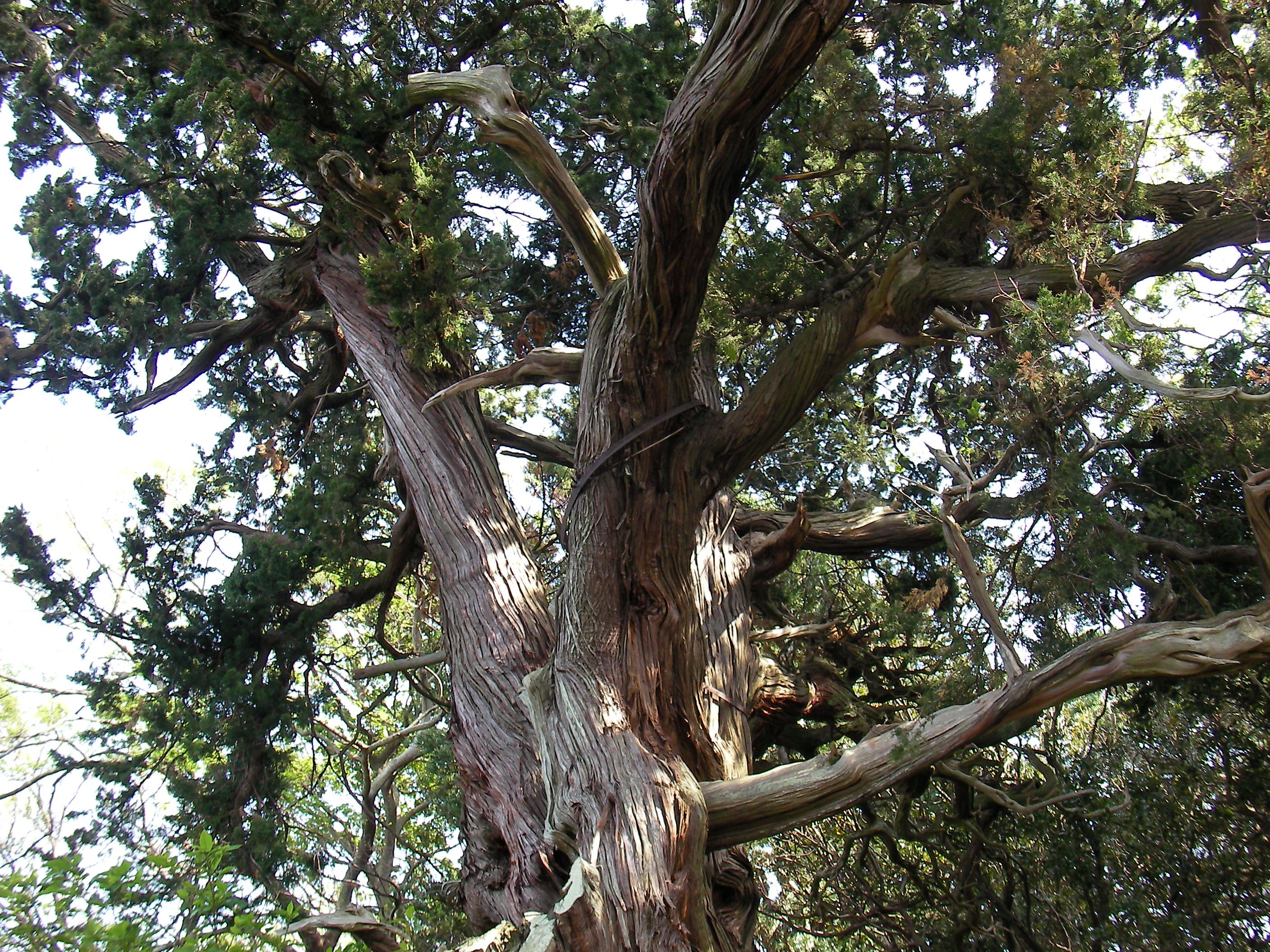
引手力命神社の御神木 推定樹齢1,500年で、幹の周囲は約7m。

## 観光・レジャー

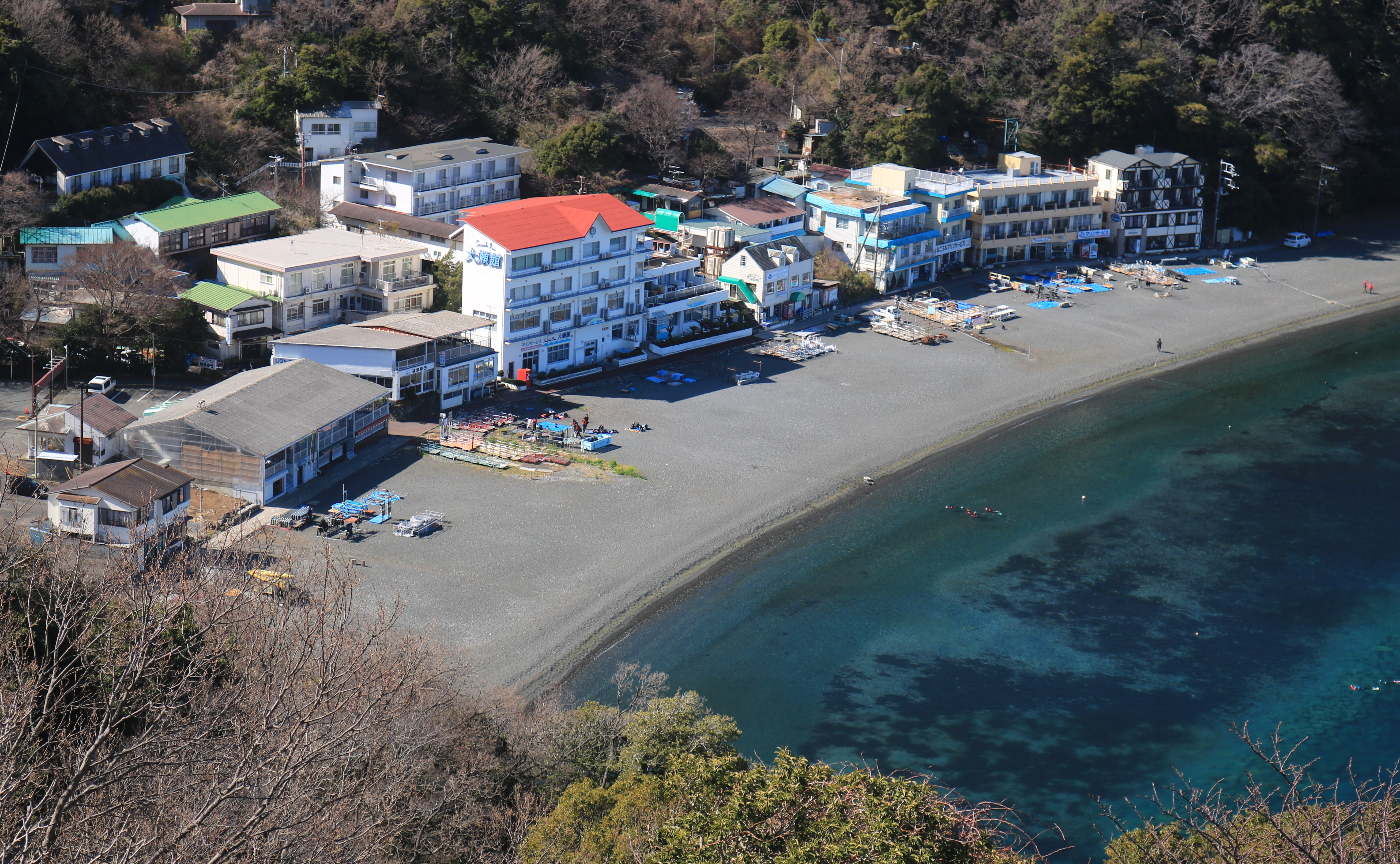
大瀬崎のダイビングスポット

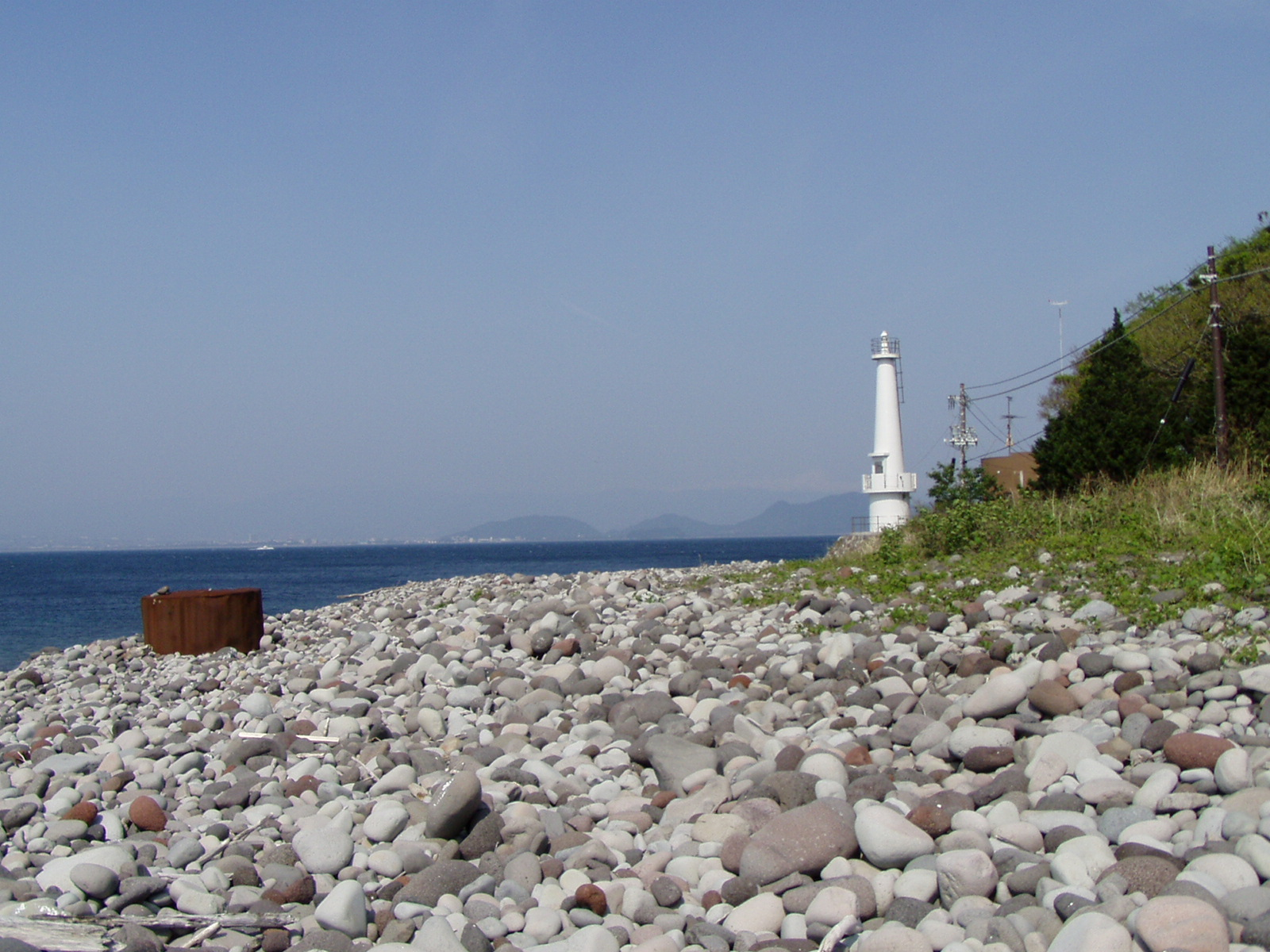
沼津市街をのぞむ伊豆大瀬崎灯台

ダイビングのメッカとして全国的、世界的に知られている。ダイビングスポットとしての優位性としては、富士山を望むロケーションや、駿河湾に面し生物相が豊かであることや、海底が砂利であるため砂が舞い上がらず、また流入する河川もないため海水の透明性が高く、さらに湾部は三方を陸に囲まれ天候に影響されず海が穏やかであるために台風時を除き一年中潜水が可能であること、遠浅であるため船を使わず直接海岸から潜水する「ビーチ・エントリー」が可能であることなどが挙げられる。「湾内」「岬の先端」、岬の外側および西側にある「柵下」「門下」「一本松」「大川下」「タマザキ」の7つのビーチポイントと、いくつかのボートポイントがある。「湾内」は上述の通り台風が直撃しない限りは潜れるというほどの安定したポイントのため、体験ダイビングや講習に多く使われ、他のポイントは中級者～上級者向けのスポットとなっている。多様な生物と海水の透明性の高さから、水中カメラマンも多く訪れる。
また岬の東側の湾内は沼津市によって「大瀬海水浴場」が整備されている。1990年代に遠浅で透明度の高いことがマスコミで取り上げられ、家族旅行先として有名となり、2006年には環境省の「快水浴場百選」に選ばれた。海水浴シーズンは潜水が制限され、海水浴場とダイビングスポットとしての両立がされている。
海水浴場沿岸と県道17号へ通じる市道沿い（高台）には、ダイビング・海水浴双方の利用客を相手としたペンション・民宿が軒を連ねている。海水浴場沿いにあるペンションは、ダイバー向けのマリンショップと海の家を兼ねている店舗が多い。ダイビングサービスの多くが宿泊施設を伴う点と、その多くが地元民により経営されている点が大瀬崎の大きな特徴となっている。また、私営のオートキャンプ場も営業している。

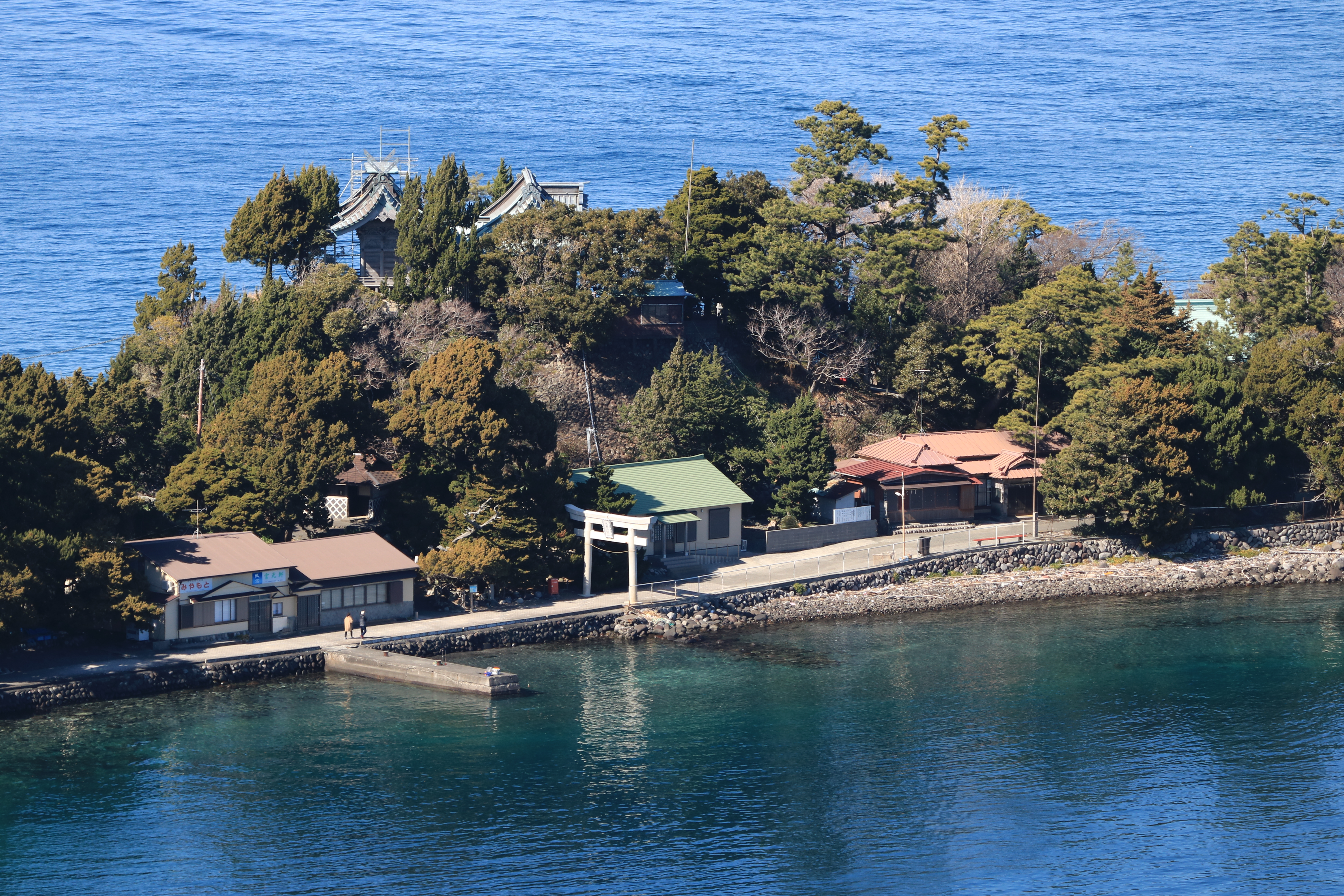
引手力命神社（大瀬神社）

毎年4月4日には引手力命神社にて大瀬まつりが行われる。

## 軍事
防衛装備庁艦艇装備研究所大瀬実験所
伊豆大瀬埼灯台の近くに防衛装備庁艦艇装備研究所探知技術研究部信号制御研究室が運用する大瀬実験所がある。実験施設は、旧日本海軍技術研究所音響研究部の実験施設をそのまま利用している。
大瀬崎沖は、駿河湾トラフを含む駿河湾に面している事から、比較的狭い範囲で浅深度から深深度まで変化に富んだ地形を利用した様々な環境条件に対応した水中音響機器の基礎研究や試験評価が行える国内屈指の場所である。大瀬崎が選定された具体的な理由は以下の4点である。
- 沿岸の地形、水深の分布状況が比較的単純で、机上の計算値と実験値と比較が容易であること。
- 大型船舶の航行による妨害音が比較的少ないこと。
- あまり遠くない場所に1000ｍ以上の深海があり、研究アプローチが容易であること。
- 地域住民の協力があったこと。

尚、同じ理由で沖電気工業（現 OKIシーテック）も安田屋旅館を事実上の研究拠点として、戦前から水中音響機器の基礎研究をしていた。現在は、大瀬崎沖の海底に設置した光音響センサーで低周波から高周波までに対応した海中音響信号を記録するなどして、研究活動を継続している。

## 交通
ダイビングなどで機材を持ち込む場合は自家用車で来訪する傾向が強いが、地元の観光委員会が運営する駐車場は夏期は海水浴客も加わり満車となり数時間の入庫待ちを強いられる事が多い。幾つかのダイビングショップでは伊豆長岡駅から送迎サービスを行っている。
海水浴客は沼津港から30分ほどで往来できる定期航路の利用も多く、三津浜航路を利用した近場の伊豆・三津シーパラダイスや淡島への観光、伊豆箱根バス利用で伊豆長岡駅への往来も容易である。

### 自動車
沼津市西浦・三津から同市戸田を経て伊豆市土肥までの西伊豆北部の沿岸部を通る静岡県道17号沼津土肥線上に、大瀬崎への分岐Y字路を入り、350mほどの下り勾配を抜けると海水浴場の手前にある大瀬崎バス停・私営駐車場に到着する。なお、県道17号上の長井崎トンネル先から江梨を経て大瀬崎分岐までの約10Km程度の区間は、海岸絶壁沿いで急カーブが連続する狭小路であったが最近は改善されつつある。

### 路線バス
- 東海バス - 西浦線「大瀬岬」行き、終点下車。沼津駅からは80分-90分程度要する。
  - 通年運行している唯一の公共交通機関である。平日は朝・昼・夕方に各1往復の運行（沼津駅発6時台・10時台・16時台、大瀬岬発8時台・12時台・18時台）、土休日は朝に1片道と昼に1往復のみの運行（沼津駅発10時台、大瀬崎発8時台・12時台）。
  - 夏期海水浴シーズンは、県道17号の大瀬崎分岐へは入らず、30mほど戸田寄りにある余地に大瀬岬の臨時バス停を設置し、そこで折り返す形である。
  - 大瀬崎から4kmほど手前の集落「江梨」バス停までは1時間に1本程度運行しているが、そこから大瀬崎までは絶壁見渡す県道17号沿いで徒歩50分程度要する。

### 船舶・定期航路
沼津市管理による大瀬船着場発着。定期航路は夏休みの海水浴シーズン（概ね7月20日前後から1ヶ月間）のみ運航。期間外は沼津港などに所在する海上タクシーや千鳥観光船舶をチャーターすることも可能。
千鳥観光汽船
- 沼津大瀬航路 - 沼津港と大瀬間、所要時間約35分。
- 三津大瀬航路 - 三津浜港（千鳥本社が有る）と大瀬間、所要時間約40分。
- 大瀬まつり臨時便 - 毎年4月4日に大瀬崎で催される「大瀬祭り」観覧ツアー（千鳥観光が企画募集）の利用客輸送のため、三津→大瀬→沼津港のルートでチャーター運航されている。

伊豆箱根鉄道（2002年廃止）
1990年頃から2002年まで高速船「こばるとあろー」が就航する西伊豆航路（沼津～土肥・松崎間、2003年廃止）の支線として、「沼津・大瀬海水浴場線」が夏季限定運航で開設された。また、西伊豆航路の寄港便（1日2往復程度）も設定された。
- 沼津・大瀬海水浴場線-沼津港と大瀬間、所要時間約20～25分。
- 西伊豆航路大瀬寄港便 - 沼津港～大瀬～戸田港～土肥港～松崎港（夏期限定1日2往復程度）